# Vasile Soo
Vasile Alexandru Soo (19 aprile 1942) è un ex calciatore rumeno, di ruolo attaccante.

## Palmarès

### Club

#### Competizioni nazionali
- Campionato rumeno: 1

Steaua Bucarest: 1967-1968
- Coppa di Romania: 1

Steaua Bucarest: 1966-1967, 1968-1969, 1969-1970